# Liste der Baudenkmäler in Guteneck
Auf dieser Seite sind die Baudenkmäler in der Oberpfälzer Gemeinde Guteneck zusammengestellt. Diese Tabelle ist eine Teilliste der Liste der Baudenkmäler in Bayern. Grundlage ist die Bayerische Denkmalliste, die auf Basis des Bayerischen Denkmalschutzgesetzes vom 1. Oktober 1973 erstmals erstellt wurde und seither durch das Bayerische Landesamt für Denkmalpflege geführt wird. Die folgenden Angaben ersetzen nicht die rechtsverbindliche Auskunft der Denkmalschutzbehörde.
 Die Liste gibt den Fortschreibungsstand vom 25. April 2018 wieder und umfasst vierzehn Baudenkmäler.

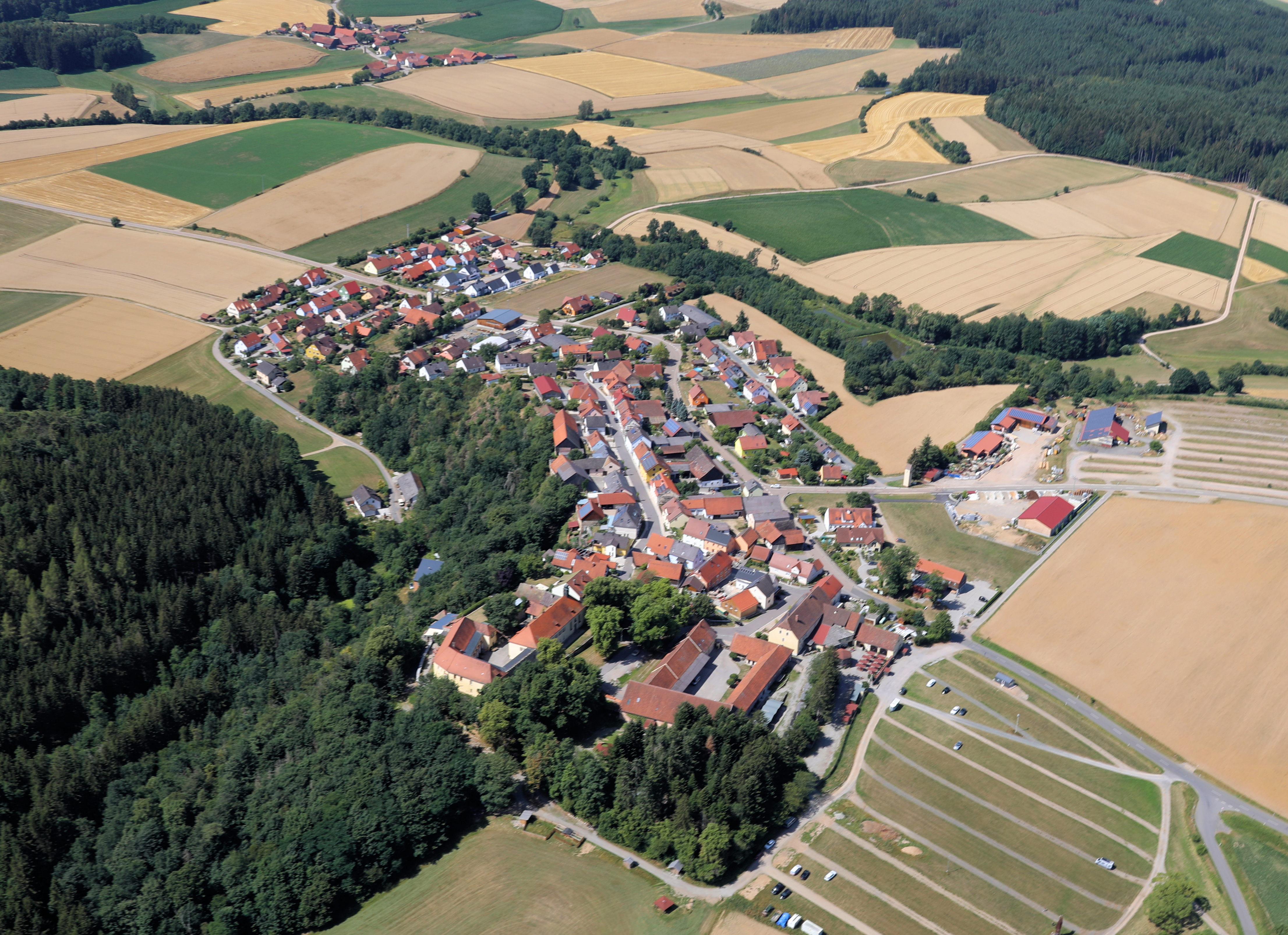
Guteneck aus der Luft (2022)

## Baudenkmäler nach Gemeindeteilen

### Guteneck
| Lage                                                               | Objekt           | Beschreibung | Akten-Nr.             | Bild           |
| ------------------------------------------------------------------ | ---------------- | --- | --------------------- | -------------- |
| Kapellenäcker, an der Straße nach Weidenthal (Standort)            | Feldkapelle      | Kleiner Satteldachbau mit Treppengiebel, neugotisch, bezeichnet mit 1868. | D-3-76-133-2 Wikidata | weitere Bilder |
| Schloßberg 8; Schloßberg 10; Schloßberg 5; Schloßberg 3 (Standort) | Schloss Guteneck | Dreiseitanlage auf gotischen Grundmauern, Wohnflügel, zweigeschossiger Satteldachbau mit Schlosskapelle St. Katharina, im Kern 14./15. Jahrhundert, nach Brand 1822 wieder aufgebaut, im Osten anschließend Arkadenhof mit zweiflügeligem satteldachgedeckten Wohntrakt und Torhaus, spätes 19. Jahrhundert; ehemalige Schlossökonomie, Dreiseitanlage mit Stallungen und Wohnhaus im sogenannten Schweizerstil, spätes 19. Jahrhundert; ehemalige Brauerei, zweieinhalbgeschossiger Halbwalmdachbau, bezeichnet mit „18AGvK22“, nach Brand 1943 wieder aufgebaut, historische Brauereiausstattung des späten 19. und 20. Jahrhunderts. | D-3-76-133-1 Wikidata | weitere Bilder |

### Maximilianshof
| Lage                                                | Objekt      | Beschreibung | Akten-Nr.             | Bild           |
| --------------------------------------------------- | ----------- | ------------ | --------------------- | -------------- |
| Maximilianshof, an der Straße nach Teunz (Standort) | Feldkapelle | 1826.        | D-3-76-133-3 Wikidata | weitere Bilder |

### Oberaich
| Lage                                        | Objekt                               | Beschreibung | Akten-Nr.             | Bild       |
| ------------------------------------------- | ------------------------------------ | --- | --------------------- | ---------- |
| Oberaich 8 (Standort)                       | Bildstöcke                           | Gemauerter Bildstock, 19. Jahrhundert; Steinbildstock mit Kruzifix, bezeichnet mit 1892; an der Straße Nabburg–Teunz, Abzweigung Oberaich. | D-3-76-133-5 Wikidata | Bildstöcke |
| Auf dem Feld in der Nähe der Ziegelhütte () | Schauerkreuz, sogenanntes Rampfkreuz | 18./19. Jahrhundert. Nicht nachqualifiziert, im Bayerischen Denkmal-Atlas nicht kartiert.                                                  | D-3-76-133-4 Wikidata |            |

### Oberkatzbach
| Lage                              | Objekt  | Beschreibung | Akten-Nr.             | Bild |
| --------------------------------- | ------- | --- | --------------------- | ---- |
| An der Straße nach Dürnersdorf () | Hüthaus | 18. Jahrhundert, mit verbrettertem Giebel und Keller. Nicht nachqualifiziert, im Bayerischen Denkmal-Atlas nicht kartiert. | D-3-76-133-6 Wikidata |      |

### Pischdorf
| Lage                    | Objekt                   | Beschreibung                                                                    | Akten-Nr.             | Bild           |
| ----------------------- | ------------------------ | ------------------------------------------------------------------------------- | --------------------- | -------------- |
| Pischdorf 23 (Standort) | Bauernhaus               | Wohnstallbau mit Satteldach, 18. Jahrhundert.                                   | D-3-76-133-8 Wikidata | Bauernhaus     |
| Pischdorf 30 (Standort) | Filialkirche St. Stephan | Ostchor wohl gotisch, Langhaus und Dachreiter 18. Jahrhundert; mit Ausstattung. | D-3-76-133-7 Wikidata | weitere Bilder |

### Trefnitz
| Lage                  | Objekt                                     | Beschreibung                                     | Akten-Nr.             | Bild                                       |
| --------------------- | ------------------------------------------ | ------------------------------------------------ | --------------------- | ------------------------------------------ |
| Trefnitz 7 (Standort) | Schauerkreuz, sogenanntes Schwandtnerkreuz | 18./19. Jahrhundert; in der Nähe von Haus Nr. 7. | D-3-76-133-9 Wikidata | Schauerkreuz, sogenanntes Schwandtnerkreuz |

### Trichenricht
| Lage                       | Objekt                                      | Beschreibung | Akten-Nr.              | Bild           |
| -------------------------- | ------------------------------------------- | --- | ---------------------- | -------------- |
| Im Kesselbach (Standort)   | Zwei Steinkreuze, sogenannte Hussitenkreuze | Am Kirchsteig von Weidenthal nach Trichenricht.                                                                    | D-3-76-133-14 Wikidata | weitere Bilder |
| In Trichenricht (Standort) | Votivkapelle                                | Verputzter Satteldachbau mit polygonalem Chor, Giebelreiter mit Zwiebelhaube, Neurokoko, um 1925; mit Ausstattung. | D-3-76-133-10 Wikidata | weitere Bilder |

### Unteraich
| Lage                    | Objekt                              | Beschreibung                                                            | Akten-Nr.              | Bild           |
| ----------------------- | ----------------------------------- | ----------------------------------------------------------------------- | ---------------------- | -------------- |
| Unteraich 13 (Standort) | Katholische Filialkirche St. Joseph | Gotische Anlage, im 17. und 18. Jahrhundert verändert; mit Ausstattung. | D-3-76-133-11 Wikidata | weitere Bilder |

### Unterkatzbach
| Lage                                             | Objekt       | Beschreibung                                                                          | Akten-Nr.              | Bild |
| ------------------------------------------------ | ------------ | ------------------------------------------------------------------------------------- | ---------------------- | ---- |
| Vor der Gartenmauer bei Haus Nummer 3 (Standort) | Schauerkreuz | 19. Jahrhundert. Nicht nachqualifiziert, im Bayerischen Denkmal-Atlas nicht kartiert. | D-3-76-133-12 Wikidata | BW   |

### Weidenthal
| Lage                                    | Objekt                              | Beschreibung                                                                                                   | Akten-Nr.              | Bild                                |
| --------------------------------------- | ----------------------------------- | --- | ---------------------- | ----------------------------------- |
| Weidenthal 26; in Weidenthal (Standort) | Katholische Pfarrkirche St. Michael | Neuromanisch, um 1889; mit Ausstattung; zwei Steinkreuze, wohl spätmittelalterlich, bei der Kirche und Grotte. | D-3-76-133-13 Wikidata | Katholische Pfarrkirche St. Michael |